# Conflit entre la république démocratique du Congo et le Rwanda
Pour l'article détaillé du conflit armé en cours depuis 2021 dans l'est de la RDC opposant le Mouvement du 23 mars (M23) au Forces armées de la république démocratique du Congo, voir Conflit du M23. Cet article se concentre sur le conflit entre la RDC et le Rwanda entraîné par le soutien militaire rwandais au M23.
Guerre du Kivu
Batailles
Conflit du M23
Le conflit entre la république démocratique du Congo et le Rwanda débute en mars 2022, lorsque  les forces rwandaises entrent en  république démocratique du Congo (RDC), pour apporter un soutien militaire au groupe rebelle du Mouvement du 23 mars (M23), notamment en combattant à leurs côtés contre les Forces armées de la république démocratique du Congo (FARDC) et les milices pro-gouvernementales wazalendo, entrainant de fortes tensions entre la RDC et le Rwanda. Le 27 juin 2025, un accord de paix est signé entre les deux pays à Washington, prévoyant le retrait des troupes rwandaises de l'est de la RDC, et la neutralisation des Forces démocratiques de libération du Rwanda (FDLR) par l'armée congolaise.
La crise est liée à la résurgence du M23 débutée en novembre 2021 au Nord-Kivu, une rébellion que la RDC accuse d'être soutenu par le Rwanda. Alors que Kigali accuse pour sa part Kinshasa de soutenir le groupe paramilitaire FDLR, dont certains membres sont accusés d'avoir participés au génocide des Tutsi au Rwanda en 1994. Les deux pays, la RDC et le Rwanda, nient respectivement toute implication dans le soutien aux FDLR et au M23. Cependant, depuis 2022, plusieurs rapports des Nations unies confirment le soutien du Rwanda au M23, et soulignent aussi une collusion entre les FARDC et divers groupes armés, y compris les FDLR, pour combattre le M23.
Le différend entre les deux pays a ravivé de vieilles animosités. Les tensions ont initialement pris racine à la suite du génocide des Tutsis au Rwanda en 1994,. À cette époque, le Zaïre, actuellement connu sous le nom de république démocratique du Congo, a accueilli environ un million de réfugiés rwandais, principalement des Hutus fuyant le Rwanda par crainte de représailles du Front patriotique rwandais (FPR) qui, mené par Paul Kagame, avait renversé le régime génocidaire. Cependant, parmi ces réfugiés se trouvaient également des forces génocidaires : les Interahamwe et les anciennes Forces armées zaïroises (ex-FAZ), précurseurs des FDLR. Cette situation conduit le Rwanda à intervenir par deux fois sur le territoire congolais dans les années 1990-2000, durant la première et deuxième guerre du Congo, pour pourchasser les génocidaires rwandais, mais aussi apporter un soutien à des rebellions visant à renverser le pouvoir en place ,,. Malgré l'accord de paix mettant fin à la deuxième guerre du Congo et le retrait des troupes rwandaises et ougandaises du territoire congolais, les tensions se sont poursuivis entre la RDC et le Rwanda, notamment par le soutien  rwandais à la rébellion du CNDP en 2006-2009 et de la première rébellion du M23 en 2013, prolongeant le conflit dans l'est du Congo. Durant cette période de guerres et conflits, les FDLR, ou les groupes précurseurs de cette organisation, ont alternativement été combattu par le gouvernement congolais ou utilisés comme alliés dans la stratégie de contre-insurrection de Kinshasa. 
Avec l'arrivée au pouvoir du président congolais Félix Tshisekedi en 2019,  les relations ont commencé à se détendre, des accords économiques et sécuritaires ont été mis en place. Cependant, la résurgence du M23 en 2021 a ravivé les tensions.
Certains analystes, dont Jason Stearns (en), considèrent que les justifications du Rwanda, invoquant la défense contre les FDLR et la protection des Tutsi congolais, dissimulent des motivations plus complexes liées à des intérêts économiques et géopolitiques. Depuis 2021, les interventions militaires de l'Ouganda et du Burundi en RDC ont exacerbé les préoccupations sécuritaires et économiques du Rwanda, incitant ce dernier à réaffirmer son influence régionale en appuyant le M23. Par ailleurs, le Rwanda cherche à maintenir son accès aux ressources minières de la RDC, notamment l'or, dont l'exploitation illicite profite considérablement à son économie. La faiblesse structurelle de l’État congolais, marquée par une gouvernance inefficace et une dépendance aux ressources minières, aggrave cette situation en permettant aux acteurs étrangers de tirer parti de l’instabilité. Ainsi, le soutien du Rwanda au M23 peut être interprété comme une stratégie visant à contrer l’influence des pays voisins tout en sauvegardant ses intérêts économiques dans la région.

## Incidents militaires et accusations
En mars 2022, les Forces armées de la république démocratique du Congo (FARDC) capturent deux soldats rwandais, qui sont finalement libérés le 11 juin.
Les tensions s’intensifient lorsque, le 23 mai, le Rwanda accuse les FARDC d'avoir bombardé le district de Musanze, dans la province du Nord du Rwanda, blessant plusieurs personnes, et demande à un organisme régional d'enquêter sur le bombardement de son territoire par les forces congolaises.
En réponse à ce qu’elle perçoit comme un soutien rwandais au groupe rebelle M23, la RDC suspend les vols de la compagnie Rwand'Air sur son territoire le 28 mai.
Début juin, l'Angola tente de de négocier une résolution entre les deux pays, tandis que le premier ministre belge, Alexander De Croo, compare la situation dans l'est de la république démocratique du Congo (RDC) à celle de l'Ukraine, faisant en outre des commentaires laissant entendre qu'il soutient le Congo dans sa crise frontalière avec le Rwanda.
Le 9 juin, La RDC affirme avoir découvert 500 soldats des forces spéciales rwandaises opérant dans la région de Chanzu au Nord-Kivu,, et accuse le Rwanda d'avoir tiré des roquettes sur une école, tuant deux enfants, qualifiant cet acte de « crime de guerre » et de « crime contre l'humanité »,. En réponse, le Rwanda accuse Kinshasa de bombarder l'ouest de son territoire depuis la direction de Bunagana,.
Malgré un appel à un cessez-le-feu par l’ONU le 11 juin, les tensions persistent. Le 12 juin, la RDC allègue que le Rwanda a l'intention d'occuper la ville de Bunagana, qui est capturé le 13 juin par le Mouvement du 23 mars (M23), forçant 30 000 civils à fuir vers l'Ouganda. Les combats poussent aussi 137 soldats congolais et 37 policiers à fuir en Ouganda, où ils se rendent aux forces ougandaises,. 
À la suite de ces événements les tensions entre les deux pays s'amplifient de nouveau. Tandis que Kigali critique l'ONU pour sa partialité présumée en faveur de Kinshasa, et exprimant des préoccupations quant au rôle de la Mission de l'Organisation des Nations unies pour la stabilisation en république démocratique du Congo (MONUSCO), et son efficacité dans la gestion du conflit, un porte-parole du gouverneur militaire de la province du Nord-Kivu, s'adressant à des milliers de manifestants, avertit que si le Rwanda veut la guerre, « il l'aura ».
Le 19 juin le président congolais Félix Tshisekedi accuse le Rwanda de chercher à occuper une partie du territoire de la république démocratique du Congo pour ses richesses en minerais, marquant une nouvelle escalade des tensions entre les deux pays voisins. Il déclare que la situation sécuritaire dans l'est du pays continue de se détériorer, attribuant cette dégradation à la quête rwandaise de contrôle sur les ressources naturelles telles que l'or, le coltan et le cobalt. Tshisekedi qualifie cette situation de « guerre économique pour la bataille des ressources, menée par des gangs terroristes soutenus par le Rwanda », et souligne également que les civils de l'est de la RDC sont des innocents soumis à des attaques brutales de la part du voisin rwandais.

## Réactions civiles et diplomatiques
Le 15 juin, une manifestation à Goma contre les actions rwandaises  dégénère en émeutes anti-rwandaises. La foule en colère pille et attaque des magasins appartenant à des rwandais, saisissant des véhicules pour vérifier si des rwandais sont à l'intérieur. La police anti-émeute congolaise tire des gaz lacrymogènes sur les manifestants après que certains aient tenté d'entrer dans un poste de contrôle frontalier à la frontière rwandaise. Plusieurs rwandais de Goma répondent en fuyant le pays, alors que des congolais qui se trouvent du côté rwandais font le mouvement contraire.
Le 17 juin, quelques heures après que les responsables congolais de la sécurité ont appelé la RDC à couper tous les liens avec le Rwanda, un soldat congolais entre dans le district de Rubavu portant un AK-47, et est abattu par un officier de la police nationale du Rwanda (en). Les forces rwandaises déclarent que le soldat a été tué après avoir commencé à tirer sur des civils et des forces de sécurité, et qu'il avait blessé deux officiers. La RDC ferme la frontière entre les deux pays en réponse à la mort de l'officier, et déclare ouvrir une enquête sur les événements. Une foule, composée de centaines de personnes, suit le véhicule ramenant le corps de l’officier à Goma, criant « héros, héros » et en qualifiant le président du Rwanda, Paul Kagame d'assassin,. Certains membres de la foule sont filmés en train de crier des slogans haineux à l'encontre des Tutsis.
La situation a atteint un niveau d'alerte tel que le président kenyan demande le déploiement immédiat de la nouvelle force régionale dans l'est de la RDC pour maintenir la paix, une force au sein duquel le Rwanda a annoncé son intention de fournir des troupes. 
Le 19 juin 2022, une réunion de la Communauté d'Afrique de l'Est (CAE) est organisée à Nairobi pour discuter du déploiement de cette nouvelle force de maintien de la paix en réaction aux attaques du M23. Le gouvernement congolais déclare qu'il accueillerait favorablement une mission de maintien de la paix sous l'égide de la CAE, mais uniquement à condition que le Rwanda n'y participe pas,.

## Accords et désaccords diplomatiques
En juillet 2022, un sommet tripartite est organisé par l'Angola entre Paul Kagame, le président du Rwanda, et son homologue congolais Félix Tshisekedi, aboutissant à un un accord de cessez-le-feu et une feuille de route pour mettre fin aux hostilités.
Cependant, en août 2022, un rapport rédigé par des experts indépendants mandatés par les Nations unies affirme que des troupes rwandaises ont pénétré sur le territoire congolais pour soutenir le M23, en combattant aux côtés des insurgés lors d'opérations spécifiques. Ces conclusions amène des journalistes et des responsables de la RDC à demander aux Nations unies de sanctionner le Rwanda. Le Rwanda rejette les allégations de l'ONU et affirme son droit à défendre son territoire. Il critique la collaboration entre les FARDC et les FDLR, ainsi que l'inefficacité de la MONUSCO à résoudre ce problème.
Le 24 octobre, un soldat du 401e bataillon rwandais, participant à l'avancée des rebelles dans l'est de la RDC se livre à la base de la MONUSCO à Kiwanja, dans le territoire de Rutshuru. Il déclare ne pas vouloir se battre, ni vouloir rentrer au Rwanda. Le soldat est remis à l'armée congolaise le 4 novembre.
Le 29 octobre 2022, en réponse à l'offensive du M23 qui leur permet de prendre le contrôle des localités de Rutshuru et de Kiwanja, le gouvernement congolais ordonne à l'ambassadeur du Rwanda, Vincent Karega, de quitter le pays sous 48 heures.
Début août 2024, un accord de cessez-le-feu est négocié entre la RDC et le Rwanda, grâce à la médiation de l'Angola médiateur désigné par l'Union Africaine du processus de Luanda. L'Accord est ratifié par la ministre congolaise des Affaires étrangères, Thérèse Kayikwamba Wagner et son homologue rwandais Olivier Nduhungirehe. Entré en vigueur le 4 août, il prévoit un cessez-le-feu entre les belligerants (sans les mentionner), la mise en place d’un plan de neutralisation des Forces démocratiques de libération du Rwanda (FDLR), et l’élaboration d’un plan de désengagement des forces. Cependant L’Alliance fleuve Congo (AFC), qui inclut le M23, rejette les accords non négociés avec eux. Des alliés de l’armée congolaise, comme le groupe de pression Véranda Mutsanga, refusent ces accords et indique que les wazalendo peuvent reprendre les attaques à partir du 4 août.
le 15 décembre 2024, une réunion tripartite entre Félix Tshisekedi, Paul Kagame et João Lourenço doit se tenir à Luanda,. Après plusieurs réunions entre les diplomaties du Rwanda et de la république démocratique du Congo (RDC), dans le cadre du processus de Luanda, cette réunion pourrait aboutir à un accord de paix selon le président angolais. Cependant le jour du sommet, Kagame ne fait pas le déplacement à Luanda, estimant selon Kigali, que le sommet n'était « plus pertinent », après que les négociations tenus la veille entre les ministres des Affaires étrangères des deux pays se soient terminés par un échec,.
Selon Giscard Kusema, porte-parole de la présidence congolaise, une impasse a été atteinte car le Rwanda exigeait que la république démocratique du Congo engage un dialogue direct avec le M23 comme condition préalable à tout accord.
Le Rwanda a justifié l'annulation du sommet en invoquant l'intransigeance des négociateurs congolais. Selon le ministre rwandais des Affaires étrangères, Olivier Nduhungirehe, cette situation a rendu l'événement non pertinent. De plus, le ministère des Affaires étrangères a critiqué les menaces répétées de responsables congolais, y compris le président Tshisekedi, accusées de viser un changement de régime au Rwanda.
En mars 2025, vingt combattants présumés des Forces démocratiques de libération du Rwanda (FDLR) vêtus d'uniformes portant le drapeau de la RDC, sont remis par le Mouvement du 23 mars (M23) aux autorités rwandaises. La remise s'effectue au poste-frontière entre Goma (RDC) et Gisenyi (Rwanda). Parmi les prisonniers figurent le général Ezéchiel Gakwerere, accusé d'avoir participé au génocide des Tusti de 1994 au Rwanda, et le commandant Gilbert Ndayambaje, condamné en 2018 à la perpétuité pour crimes contre l'humanité en RDC. Le M23 déclare poursuivre la traque d'autres membres des FDLR à Goma. Le colonel Joseph Mweisire des Forces rwandaises de défense (FRD) affirme que cette arrestation contribuera à la pacification de la région et que les rebelles seront poursuivis en justice. Le ministre rwandais des Affaires étrangères, Olivier Nduhungirehe, affirme sur le réseau social X, que le M23, en remettant le groupe arrêté sur le champ de bataille, accomplit une tâche que la communauté internationale aurait dû réaliser au cours des 30 dernières années. De son côté l'armée congolaise dénonce dans un communiqué la remise des combattants FDLR au Rwanda par le M23, la qualifiant de « montage grossier » visant à discréditer les Forces armées de la république démocratique du Congo (FARDC), indiquant que cette action rentre dans la stratégie rwandaise destinée à justifier l'invasion d'une partie du territoire congolais. Les FARDC accusent également le Rwanda d'exécutions sommaires de militaires malades et blessés dans l'hôpital du camp Katindo à Goma, des actes qu’ils qualifient de crimes de guerre et contre l'humanité.
Le 7 juin, le Rwanda se retire de la Communauté économique des États de l'Afrique centrale (CEEAC), alors qu'il doit en prendre la présidence tournante, dénonçant une dérive de l'organisation en faveur de la république démocratique du Congo (RDC) .
Le ministre des Affaires étrangères et de la coopération internationale du Rwanda accuse aussi la RDC de préparer la guerre en recrutant des mercenaires colombiens, ce que Kinshasa dément.

## Accord de paix

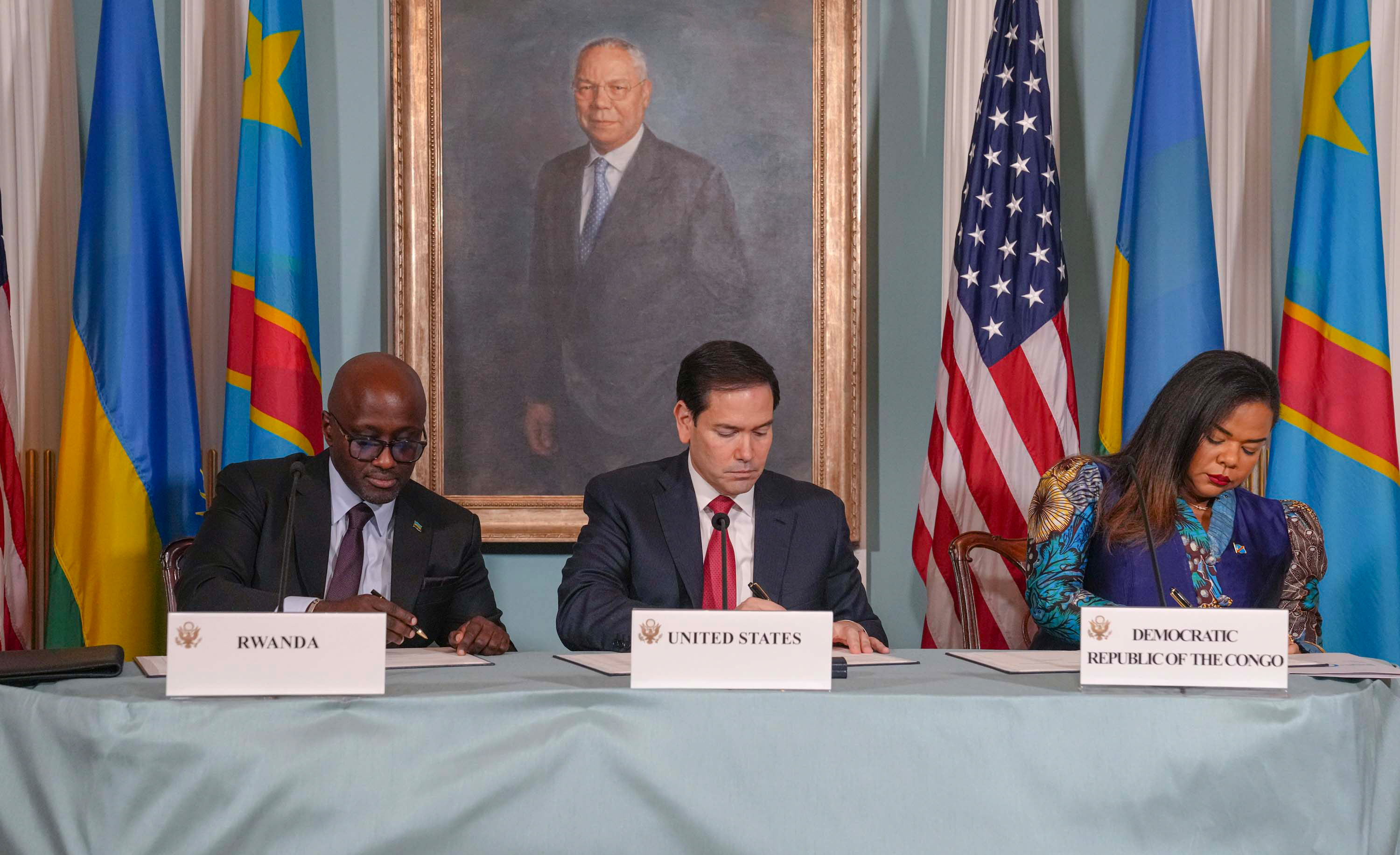
Signature de l'accord de paix à Washington avec Olivier Nduhungirehe (Rwanda), Marco Rubio (États-Unis) et Thérèse Kayikwamba Wagner (RDC).

Le 19 juin, la république démocratique du Congo et le Rwanda paraphent le texte provisoire d'un accord de paix qui prévoit « le respect de l'intégrité territoriale et l'arrêt des hostilités » dans l'est de la RDC, obtenu avec la médiation des États-Unis et du Qatar.
Le 27 juin, l'accord de paix est signé à Washington par les ministres des Affaires étrangères des deux pays, Thérèse Kayikwamba Wagner représentant la RDC et Olivier Nduhungirehe le Rwanda, supervisé par le secrétaire d’État américain Marco Rubio.
Cet accord inclut le retrait des troupes rwandaises, la neutralisation des Forces démocratiques de libération du Rwanda (FDLR), et la création d’un mécanisme de coordination de la sécurité. Il prévoit également un cadre d’intégration économique régionale et une coopération renforcée, avec un rôle central des États-Unis dans sa supervision. 
L'accord stipule que le retrait des forces rwandaises déployées sur le terrain est conditionné à l’élimination des FDLR, et la présence des forces rwandaises en RDC, est qualifiée de « mesures défensives ».
L'accord n'aborde pas explicitement les gains de territoire du M23, et la résolution du conflit opposant le M23 au gouvernement de la RDC, a été spécifiquement désignée pour être traitée dans le cadre du processus de Doha,.